# Peperomia nandalana
Peperomia nandalana är en pepparväxtart som beskrevs av Truman George Yuncker. Peperomia nandalana ingår i släktet peperomior, och familjen pepparväxter. Utöver nominatformen finns också underarten P. n. nudipeduncula.